# Ковалёв, Валерий Иванович
Вале́рий Ива́нович Ковалёв (3 января 1949, Троицк, Челябинская область — 21 декабря 2014, Испания) — советский, российский инженер-железнодорожник; доктор технических наук, профессор, ректор Петербургского университета путей сообщения (1999—2013); Заслуженный работник транспорта Российской Федерации (2005).

## Биография
Родился 3 января 1949 года в Троицке Челябинской области.
После окончания 8 классов уехал учиться в Ленинград, где в 1969 году окончил Ленинградский техникум железнодорожного транспорта им. Ф. Э. Дзержинского. Работал помощником составителя поездов на станции Цветочная Октябрьской железной дороги, с 1970 года — начальником станций Октябрьской железной дороги: Чолово, Красное Село, Гатчина-Товарная-Балтийская (1976—1980). С 1978 года — начальник отдела движения — заместитель начальника Ленинград-Витебского отделения Октябрьской дороги.
В 1981 году заочно окончил ЛИИЖТ (квалификация — инженер путей сообщения).
С 1987 года — начальник Ленинград-Витебского отделения Октябрьской железной дороги, с 1994 года — первый заместитель начальника Октябрьской железной дороги. В 1995 году назначен начальником Приволжской железной дороги.
С января 1997 года — заместитель министра, с апреля 1997 года — первый заместитель министра путей сообщения. Защитил диссертацию на соискание учёной степени кандидата технических наук.
С 1999 года — ректор Петербургского государственного университета путей сообщения. Способствовал восстановлению системы воспитательной работы со студентами, внедрению новых приёмов и методик обучения, обновлению учебно-лабораторной базы, укрепились связи вузовской науки с реальными задачами производства. Восстановлены интерьеры дворца Юсуповых на Садовой улице, построен храм-часовня во имя святого благоверного князя Александра Невского. В преддверии 300-летия Санкт-Петербурга Университет стал единственным вузом города, удостоенным диплома и памятного знака «Будущее Петербурга» за высокие достижения в области образования, возрождения и укрепления престижа Санкт-Петербурга.
Президент Российской академии транспорта. С 2001 по 2014 год — владелец контрольного пакета, председатель совета директоров банка «Тетраполис».
Совместно с супругой, историком-искусствоведом Еленой Георгиевной Чепельниковой, в 2004—2010 годах организовал воссоздание усадебного дома в Дылицах.
Скончался в Испании 21 декабря 2014 года, после продолжительной болезни. Похоронен в Санкт-Петербурге, на Новодевичьем кладбище.

## Научная деятельность
Область исследований — организация и управление транспортными системами. В 2003 году защитил диссертацию на соискание учёной степени доктора технических наук.
Разработанные им научные предложения вошли в отраслевые методики повышения эффективности работы транспорта, предложенные принципы управления эксплуатационной работой использованы и внедрены на железных дорогах России. Автор более 70 научных и учебно-методических работ.

## Общественная деятельность
В 1999 году баллотировался на пост губернатора Ленинградской области.
Председатель Совета по работе с Союзом промышленников и предпринимателей (работодателей) Санкт-Петербурга и взаимодействию с работодателями.
Входил в состав попечительского совета фестиваля «Дворцы Санкт-Петербурга».

## Награды и признание
- Орден Дружбы (2009)[15];
- орден Почёта (1996)[16];
- орден святого благоверного князя Даниила Московского;
- Заслуженный работник транспорта Российской Федерации (2005)[17];
- юбилейная медаль «100 лет Транссибирской магистрали»;
- медаль «За заслуги в проведении Всероссийской переписи населения 2010 года»;
- медаль «В память 300-летия Санкт-Петербурга»;
- знак «За заслуги перед Санкт-Петербургом»;
- Медаль имени Бетанкура;
- Почётный железнодорожник;
- знак «170 лет железным дорогам России»;
- знак «Почётный работник Октябрьской железной дороги»;
- медаль «За труд и верность. 150 лет магистрали Санкт-Петербург — Москва» (2002)[18];
- знак «Почётный работник Приволжской железной дороги»;
- почётный житель Саратова.

### Память
- 26 апреля 2019 года на вокзале железнодорожной станции Гатчина — Варшавская Октябрьской железной дороги была открыта мемориальная плита с барельефом (скульптор Нельсон Афиан)[19].
- В 2019 году имя присвоено одному из электровозов нового поколения ЭП2К-272 — «Валерий Ковалёв»[20].